# Berillium-szulfid
A berillium-szulfid egy berilliumionból és egy szulfidionból álló kémiai vegyület. Képlete BeS.

## Előállítása
Elő lehet állítani az elemek közvetlen reakciójával 1150 °C-on hidrogén atmoszférában (a reakció ideje 10–20 perc), berillium-klorid és kénhidrogén reakciójával 1150 °C-on (bár klór szennyeződések lesznek a termékben), vagy berillium-oxid és szén-diszulfid reakciójával:
{\displaystyle \mathrm {Be+S\longrightarrow BeS} }
{\displaystyle \mathrm {BeCl_{2}+H_{2}S\longrightarrow BeS+2\ HCl} }

## Tulajdonságai
Szürkésfehér színű por, mely levegőben enyhén hidrogén-szulfid szagú. Cink-szulfid típusú rácsban kristályosodik (a = 485 pm). Vízben lassan hidrolizál, savak és szén-dioxid könnyen megtámadják. Indirekt félvezető tiltott sáv 7,4 eV, indirekt sáv 4,7 eV. Tércsoport {\displaystyle F{\bar {4}}3m}

## Fordítás
Ez a szócikk részben vagy egészben  a   Berylliumsulfid című német Wikipédia-szócikk fordításán alapul.  Az eredeti cikk szerkesztőit annak laptörténete sorolja fel. Ez a jelzés csupán a megfogalmazás eredetét és a szerzői jogokat jelzi, nem szolgál a cikkben szereplő információk forrásmegjelöléseként.
Ez a szócikk részben vagy egészben  a   Beryllium sulfide című angol Wikipédia-szócikk fordításán alapul.  Az eredeti cikk szerkesztőit annak laptörténete sorolja fel. Ez a jelzés csupán a megfogalmazás eredetét és a szerzői jogokat jelzi, nem szolgál a cikkben szereplő információk forrásmegjelöléseként.